# Aiptasia parva
Aiptasia parva är en havsanemonart som beskrevs av Oscar Henrik Carlgren 1938. Aiptasia parva ingår i släktet Aiptasia och familjen Aiptasiidae. Inga underarter finns listade i Catalogue of Life.